# Grúzia zászlaja

A grúz hadilobogó

Grúzia jelenlegi hivatalos állami zászlója az úgynevezett "öt keresztes zászló"; egykor a középkori Grúzia lobogója, a Szovjetunió felbomlása után pedig egy nemzeti identitású politikai párt, az Egyesült Nemzeti Mozgalom szimbóluma volt. 2004 januárjában lett Grúzia hivatalos zászlója.

## A jelenlegi zászló története
Az ötkeresztes zászló első alkalommal valamikor a 13. század végén szolgált Grúzia lobogójaként. A zászló közepén - Anglia lobogójához hasonlóan - egy Szent György-kereszt helyezkedik el Szent Györgyre, az ország védőszentjére utalva. A 4 kisebb kereszt valószínűleg V. György uralkodása idején került be a mintába. Az öt kereszt együtt a Jeruzsálemi kereszt egyik változataként értelmezhető: Jézus 5 szent sebét jelképezi. A középkor óta nem használt jelkép a Szovjetunió széthullását követően került elő ismét, mint a grúz nemzeti pártok szimbóluma. A legtöbb grúz – így a Grúz ortodox egyház is – támogatta a régi-új zászló hivatalos államivá tételét; az első, 1999-es parlamenti döntést ez ügyben viszont Eduard Sevardnadze elnök nem hagyta jóvá. Ezt követően az Egyesült Nemzeti Mozgalom párt egyik fő szimbóluma lett: mindazok használták, akik Sevardnadze elnök hatalmát ellenezték. Bevezetése végül is a parlament második, 2004. január 14-i határozata nyomán történt meg; ezt az új elnök, Miheil Szaakasvili január 25-én már jóváhagyta.

## Grúzia korábbi zászlói

A grúz nemzeti trikolór; Grúzia korábbi zászlója (1918–1921, illetve 1990–2004)

### A nemzeti trikolór (1918–1921, 1990–2004)
A Jakob Nikoladze tervezete grúz nemzeti trikolór eredetileg a Grúz Demokratikus Köztársaság zászlajaként szolgált egészen annak szovjet megszállásáig (1918–1921). A Grúz Köztársaság Legfelsőbb Tanácsa döntésének nyomán 1990. november 14-én vették ismét használatba. Újbóli bevezetése ellenére a zászló sohasem vált túlzottan népszerűvé a lakosság körében, ahhoz leginkább az 1990-es évtized sikertelensége társult.

### A Grúz Szovjet Szocialista Köztársaság zászlói (1921–1990)
Grúzia szovjet megszállása a trikolór cseréjét hozta magával: közel hetven évig a szovjet vörös zászló különböző változatai voltak használatban. Az eredeti szovjet-grúz zászló teljesen vörös volt, a bal felső részén aranyszínű, ciril betűs CCРГ rövidítés helyezkedett el. 1937 és 1940 között ez a Grúz SZSZK jelentésű საქართველოს სსრ vagy rövidítve a სსსრ betűsorra cserélődött. Az 1951. április 11-étől a Szovjetunió végnapjaiig használt újabb verziója vörös alapon egy vörös sarló-kalapácsot (mely a munkás-paraszt összefogást szimbolizálta) és egy vörös csillagot ábrázolt, melyek egy kék napon helyezkedtek el a zászló sarkában. A zászló felső részén egy kék sáv is végigfutott. A zászló mérete 1:2.
Ez utóbbi szolgált alapul a két tagköztársaság zászlajához is; az Abház ASZSZK-é egy a napmotívum alatt elhelyezett, cirill betűkkel szedett Abház ASZSZK feliratban, míg az Adzsári ASZSZK-é egy grúz betűkkel írt Adzsári ASZSZK betűsorban tért csak el a Grúz SZSZK-étól.

A Grúz SZSZK zászlaja (1921–1937, 1940–1951)
A Grúz SZSZK zászlaja (1937–1940)
A Grúz SZSZK zászlaja (1951–1990)
Az Abház ASZSZK (Grúzia tagköztársasága) zászlaja (1951–1990)
Az Adzsár ASZSZK (Grúzia tagköztársasága) zászlaja (1951–1990)